# Gigantes y juguetes
Gigantes y juguetes (巨人と玩具 Kyojin to gangu?) es una película japonesa de comedia satírica de 1958 dirigida por Yasuzo Masumura y basada en una historia de Takeshi Kaikō. La historia se desarrolla en el Japón de la posguerra durante el período de fuerte crecimiento económico que siguió al final de la guerra y describe el neocapitalismo japonés, a través de la competencia entre dos empresas de dulces.

## Sinopsis
El fabricante de caramelos World compite con las empresas Giant y Apollo por las ventas de caramelos. Mientras busca una chica para el cartel de una nueva campaña promocional, el jefe de publicidad Goda descubre a Kyoko, una humilde taxista nada glamurosa, y la convierte en la imagen de la empresa, vestida con un traje espacial y empuñando una pistola de rayos. Mientras tanto, el asistente de Goda, Nishi, siguiendo instrucciones de su jefe, tiene una aventura con la publicista de Apollo, Kurahashi, para conocer sus planes de campaña. A medida que la popularidad de Kyoko aumenta a niveles sin precedentes, la joven está cada vez menos dispuesta a seguir los planes que World tiene para ella y se dedica a trabajar como cantante y bailarina. 
Después de que Kyoko rescinda su contrato, Goda, enfermo por el estrés profesional hasta el punto de toser sangre, quiere asumir su papel. Nishi, preocupado por la salud de su jefe, lo detiene y asume el papel de imagen promocional de la marca. Vestida con el traje espacial de Kyoko y blandiendo una pistola de rayos, Nishi patrulla las calles, seguido por Kurahashi, quien la incita a sonreír alegremente a los transeúntes.

## Elenco

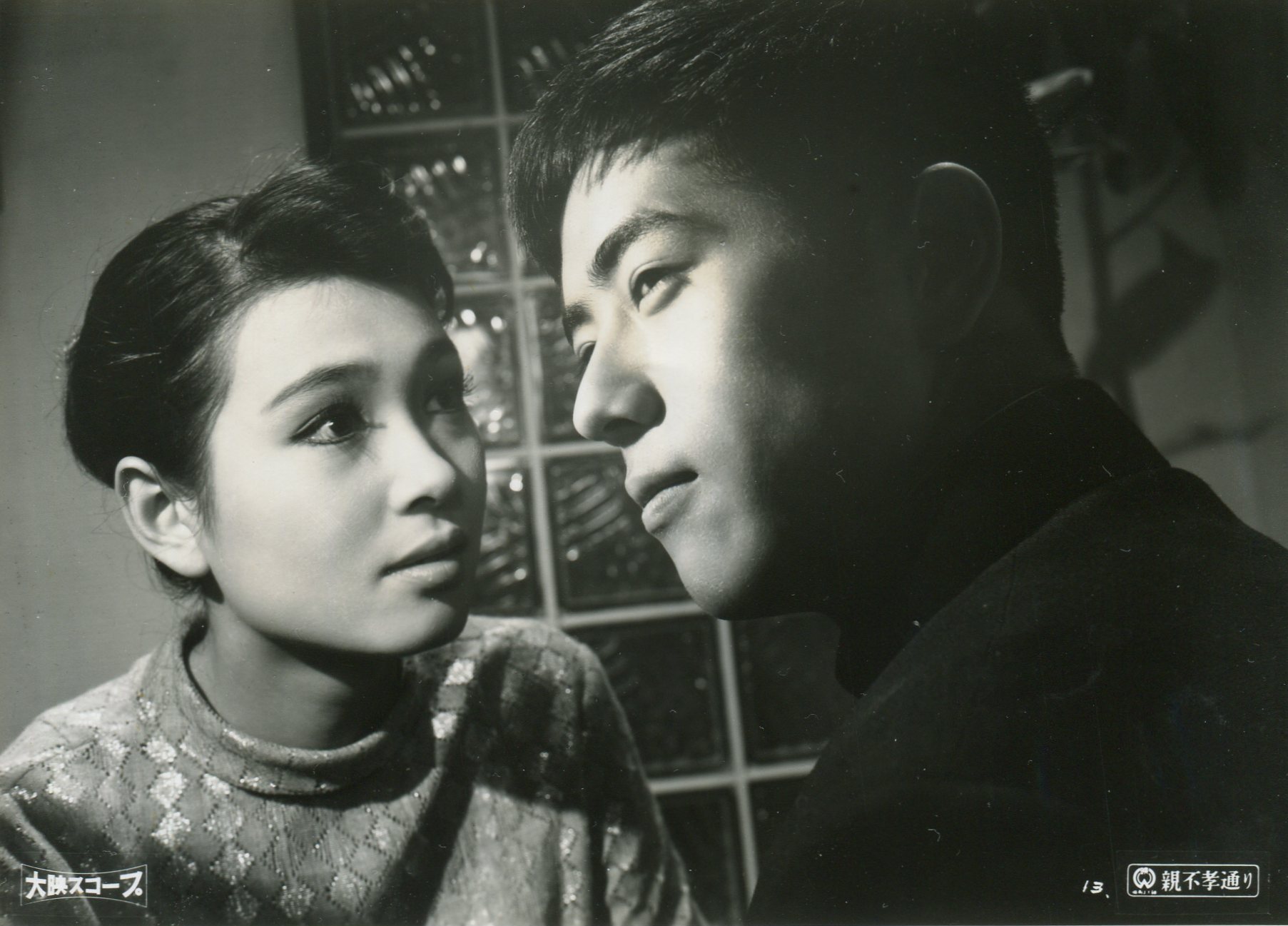
Hitomi Nozoe (izquierda) y Hiroshi Kawaguchi (derecha) interpretan respectivamente a Kyōko Shima y Yōsuke Nishi, los dos personajes principales de la película.

- Hiroshi Kawaguchi como Yōsuke Nishi
- Hitomi Nozoe como Kyōko Shima
- Yūnosuke Itō como Junji Harukawa
- Michiko Ono como Masami Kurahashi
- Kyu Sazanka como Takakura Higashi
- Kinzō Shin como Kōhei
- Hideo Takamatsu como Ryuji Goda

## Producción
Gigantes y juguetes era originalmente un cuento escrito por Takeshi Kaikō en 1957, que pertenece al género de la «novela de negocios» (経済小説, Keizai shōsetsu?), una sátira de la devoción de los trabajadores japoneses hacia sus corporaciones. En 1958, Kaikō ganó el premio Akutagawa por su novela El rey desnudo (裸の王様 Hadaka no ōsama?) escrita en 1957 y Daiei Film compró los derechos de la historia, que se estrenó ese mismo año.

## Recepción
En la lista de las mejores películas japonesas desde 1925 hasta la actualidad del British Film Institute, el crítico Jasper Sharp describe este filme como una «sátira deliciosamente perversa sobre la nueva competitividad feroz del mundo corporativo de la posguerra» y un «punto de referencia del cine modernista».
Esta película ocupó el puesto n.º 10 en el ranking de la revista de cine japonesa Kinema Junpō de las diez mejores películas japonesas de 1958.
La película se exhibió en el Museo de Arte de Berkeley y el Archivo de Cine del Pacífico (BAMPFA) en 1979 y 1990, y en la Cinemateca Francesa en 2007.